# 新密市
新密市（しんみつ-し）は中華人民共和国河南省鄭州市に位置する県級市。五嶽のひとつ、嵩山の東麓にあたり、市域内には多数の丘陵がある。

## 歴史
周代には密国があり、漢は密県を置いた。1994年に長年の歴史を持つ密県は廃止され、新密市となった。
古くから文明のあった新密には遺跡も多く、中国に現存する漢代の墳墓のうち最大規模のものである打虎亭漢墓、龍山文化の遺跡である古城寨城址が、全国重点文物保護単位に指定されている。

## 産業
鉱物資源は豊富で、石炭や石灰石の埋蔵量が50億トンを超える。市域内には大小あわせて数百の炭鉱があるが、その中でも鄭州煤業公司の重要な炭鉱が新密にはある。
工業では石炭化学、耐火建材、製紙業などが盛ん。特産品は金銀花、ニンニクなど。綿羊の改良基地のひとつがある。

## 行政区画
- 街道:青屏街街道、新華路街道、西大街街道
- 鎮:城関鎮、米村鎮、牛店鎮、平陌鎮、超化鎮、苟堂鎮、大隗鎮、劉寨鎮、白寨鎮、岳村鎮、来集鎮、曲梁鎮
- 郷:袁荘郷